# ニューヨーク・ミューチュアルズ

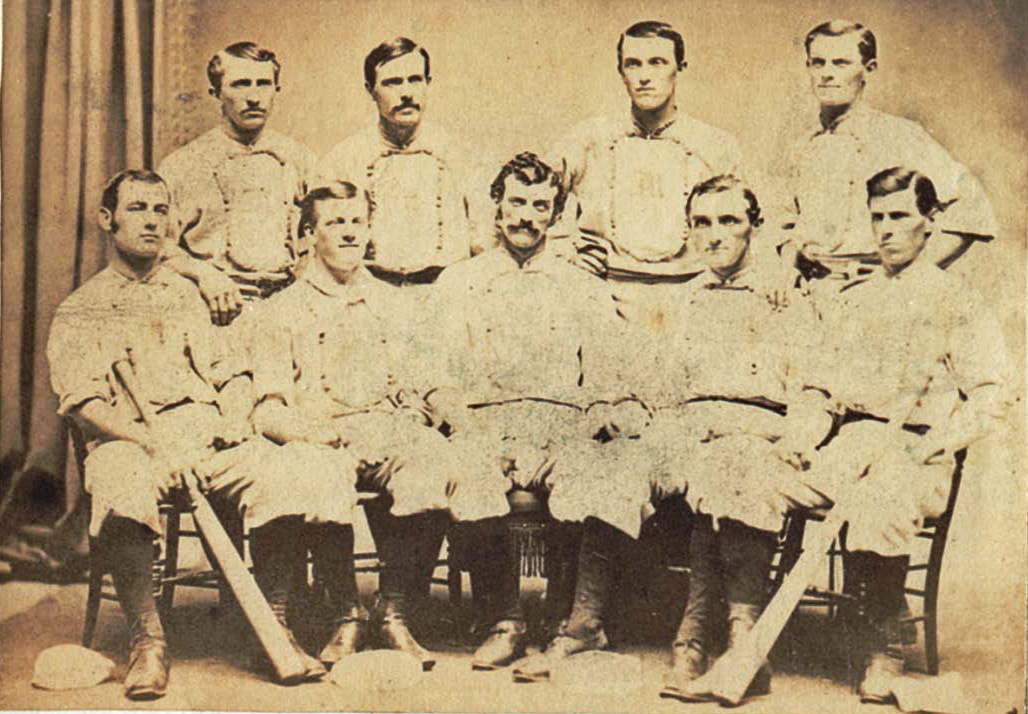
1870年

ニューヨーク・ミューチュアルズ（New York Mutuals）は、1871年から1876年までアメリカ合衆国ニューヨークを本拠地とし、ナショナル・アソシエーションとメジャーリーグのナショナルリーグに所属していたプロ野球チーム。

## 球団史
球団は1857年にニューヨークで創設された。チームの愛称は創設時に球団の母体となった消防団『"The Mutual Hook & Ladder Co."』の名前にちなむ。当初はニューヨーク・ニッカーボッカーズや他のマンハッタンの球団と一緒にホーボーケンにあったエリシアン・フィールドを本拠地にしていたが、1868年にブルックリンのユニオン・グラウンズを本拠地とした。その後1869年に球団のプロ化が解禁になると、ミューチュアルズはプロの球団としての道を歩みはじめる。
1871年にプロ野球リーグのナショナル・アソシエーションに加盟、1872年はキャンディ・カミングスの活躍でリーグ3位、1874年には中心選手だったジョー・スタート、ボビー・マシューズらの活躍もありリーグ2位の成績を残す。1876年にナショナルリーグへ移ったがチーム成績は低迷し、資金繰りも悪化する。遠征費用が出なくなったチームはこの年の残り試合を消化することを拒否し、ナショナルリーグから脱退を命じられた。ほどなくチームは解散する。
なおミューチュアルズは、1876年5月13日のハートフォード・ダークブルースとの試合で、メジャーリーグ史上最初の三重殺を記録したチームである。

## 戦績
※1871年以降の戦績
| 年度   | リーグ | 試合 | 勝利 | 敗戦 | 勝率 | 順位 | 監督                                          | 本拠地                   |
| ------ | ------ | ---- | ---- | ---- | ---- | ---- | --------------------------------------------- | ------------------------ |
| 1871年 | NA     | 33   | 16   | 17   | .485 | 5位  | ボブ・ファーガソン                            | Union Grounds (Brooklyn) |
| 1872年 | NA     | 56   | 34   | 20   | .630 | 3位  | ディッキー・ピアース ジョン・ハットフィールド | Union Grounds (Brooklyn) |
| 1873年 | NA     | 53   | 29   | 24   | .547 | 4位  | ジョン・ハットフィールド ジョー・スタート     | Union Grounds (Brooklyn) |
| 1874年 | NA     | 65   | 42   | 23   | .646 | 2位  | トム・キャリー ディック・ハイアム             | Union Grounds (Brooklyn) |
| 1875年 | NA     | 71   | 30   | 38   | .441 | 6位  | ナット・ヒックス                              | Union Grounds (Brooklyn) |
| 1876年 | NL     | 57   | 21   | 35   | .375 | 6位  | ビル・クレイバー                              | Union Grounds (Brooklyn) |

## 所属した主な選手
- キャンディ・カミングス：1872年に33勝20敗を記録。
- ジョー・スタート：329試合に出場。1878年に最多安打を記録。
- ボビー・マシューズ：1874年に42勝、最優秀防御率2.30を記録。

## 主な球団記録
- 通算安打：459（ジョー・スタート）
- 通算打点：207（ジョー・スタート）
- 通算勝利数：121（ボビー・マシューズ）